# آلفرد رادک
آلفرد رادُک (چکی: Alfréd Radok; ۱۷ دسامبر ۱۹۱۴ – ۲۲ آوریل ۱۹۷۶) کارگردان برجستهٔ فیلم و تئاتر اهل چک بود. وی فیلمنامه‌نویس نیز بود.